# 0+1
「0+1」（ラブアンドピース）は、寺島拓篤の楽曲。寺島自身が作詞、shinnosukeが作曲を手掛けた。寺島の5枚目のシングルとして2016年5月11日にLantisから発売された。

## 収録曲
（全作詞：寺島拓篤）
1. 0＋1 [5:02]
作曲・編曲：shinnosuke
2. ソラニ×メロディ [4:42]
作曲：佐藤純一 編曲：fhána
3. border-line [4:27]
作曲・編曲：柘植敏道
4. 0＋1（instrumental）
5. ソラニ×メロディ（instrumental）
6. border-line（instrumental）